# Dennis Dougherty
Pour les articles homonymes, voir Dougherty.
Dennis Joseph Dougherty né le 16 août 1865 à Girardville (Pennsylvanie),  aux États-Unis, et mort le 31 mai 1951 à Philadelphie), est un cardinal américain de l'Église catholique du XXe siècle, créé par le pape Benoît XV.

## Biographie
Dennis Dougherty poursuit ses études au séminaire Saint-Charles-Borromée de Philadelphie, puis étudie à Montréal et à Rome. Il est professeur au séminaire Saint-Charles-Borromée et official de Philadelphie. Dennis Dougherty est nommé évêque de Nueva Segovia (en) aux Philippines en 1903 et est consacré le 14 juin de la même année par Francesco Satolli avec comme co-consécrateurs Pietro Gasparri et Enrico Grazioli. Il est transféré au diocèse de Jaro (en) aux Philippines en 1908 et au diocèse de Buffalo en 1915. Il est promu à l'archidiocèse de Philadelphie en 1918.
Le pape Benoît XV le crée cardinal au consistoire du 7 mars 1921. Le cardinal Dougherty ne peut participer au conclave de 1922, à l'issue duquel Pie XI est élu car son bateau arrive trop tard. Il s'oppose au National Catholic Welfare Council. Il participe au conclave de 1939 (élection de Pie XII).
C'est lui qui bénit la Cathédrale Marie-Reine-du-Monde de Port-Saïd à la demande d'Ange-Marie Hiral, le 13 janvier 1937, en se rendant au Congrès eucharistique de Manille

## Succession apostolique
Dennis Dougherty a ordonné les évêques suivants :
- Évêque James Paul McCloskey (1917)
- Évêque Michael Joseph Crane (en) (1921)
- Archevêque Daniel James Gercke (en) (1923)
- Archevêque Edmond John Fitzmaurice (en) (1925)
- Archevêque Edwin Byrne (en) (1925)
- Évêque Thomas Charles O'Reilly (en) (1928)
- Archevêque Gerald Patrick Aloysius O'Hara (1929)
- Évêque George L. Leech (en) (1935)
- Évêque Hugh L. Lamb (en) (1936)
- Évêque Eugene J. McGuinness (en) (1937)
- Évêque Joseph M. Corrigan (en) (1940)
- Évêque J. Carroll McCormick (en) (1947)
- Archevêque Thomas J. McDonough (en) (1947)
- Évêque Francis Edward Hyland (en) (1949)